# Torre de l'illa de Sargantana
La Torre de l'Illa Sargantana és una torre de defensa costanera al centre de la rada de Fornells, és de forma allargada i apunta el seu vèrtex septentrional cap a l'entrada de la rada, dominant la seva embocadura i la zona de fondejo central, d'aquí la seva importància. Va ser construïda pels britànics. Té adossades dues ales, una cap al nord i altra cap a l'est. No té pis intermedi, la torre està bé conservada i és de propietat privada.